# 延文禮士道

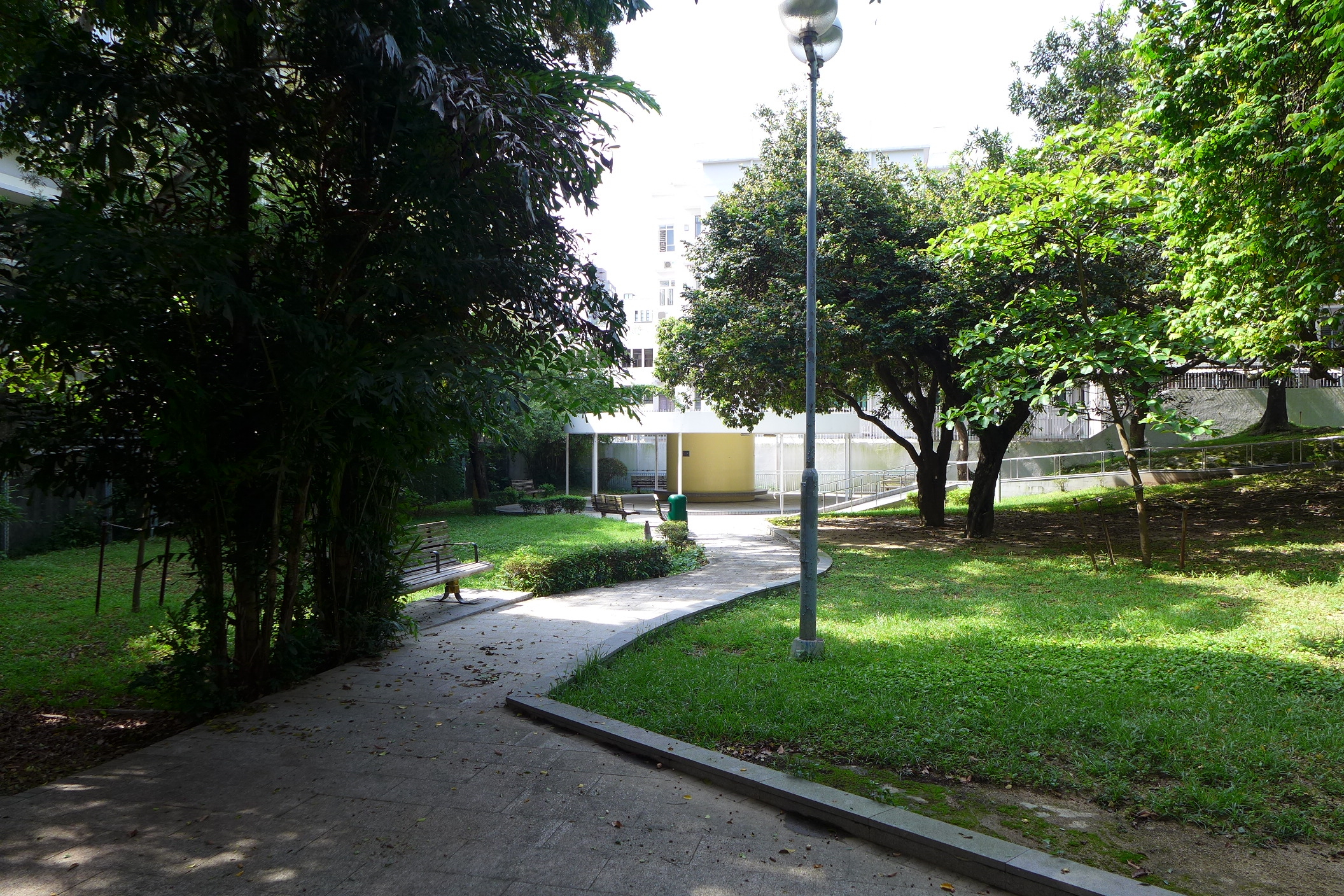
延文禮士道花園

延文禮士道（英語：Inverness Road）是香港九龍九龍仔的一條街道，連接衙前圍道、東寶庭道及聯合道。延文禮士道是以蘇格蘭高地最大城市延文禮士命名。該區為樓齡較大的低密度豪宅集中地。

## 鄰近建築
- 延文邨
- 明宛閣
- 香港培道中學
- 九龍仔公園
- 賢文別墅
- 弘爵國際學校－半島
- 怡苑
- 延文禮士道花園
- 文華閣
- 民生書院
- 嘉諾撒聖家書院
- 九龍塘天主教華德學校
- 藝術與科技教育中心
- 香港兆基創意書院
- 賢文禮士

## 外部連結
- 延文禮士道 香港巴士大典 （页面存档备份，存于）
- 延文禮士道用地 （页面存档备份，存于）